# Dick Retherford
Richard Eugene Retherford, detto Dick (Newark, 3 settembre 1930 – 5 maggio 2019), è stato un cestista statunitense.

## Carriera
Dopo la carriera universitaria al Baldwin Wallace College, venne scelto al Draft NBA 1952 dai Milwaukee Hawks. In seguito giocò nella AAU con i Peoria Caterpillars.
Con gli Stati Uniti ha disputato il Campionato del mondo del 1954, vincendo la medaglia d'oro.